# 133527 Fredearly
133527 Fredearly è un asteroide della fascia principale. Scoperto nel 2003, presenta un'orbita caratterizzata da un semiasse maggiore pari a 3,1501828 UA e da un'eccentricità di 0,0971426, inclinata di 8,87165° rispetto all'eclittica.